# Moldauische Demokratische Republik

Fahne der Moldauischen Demokratischen Republik

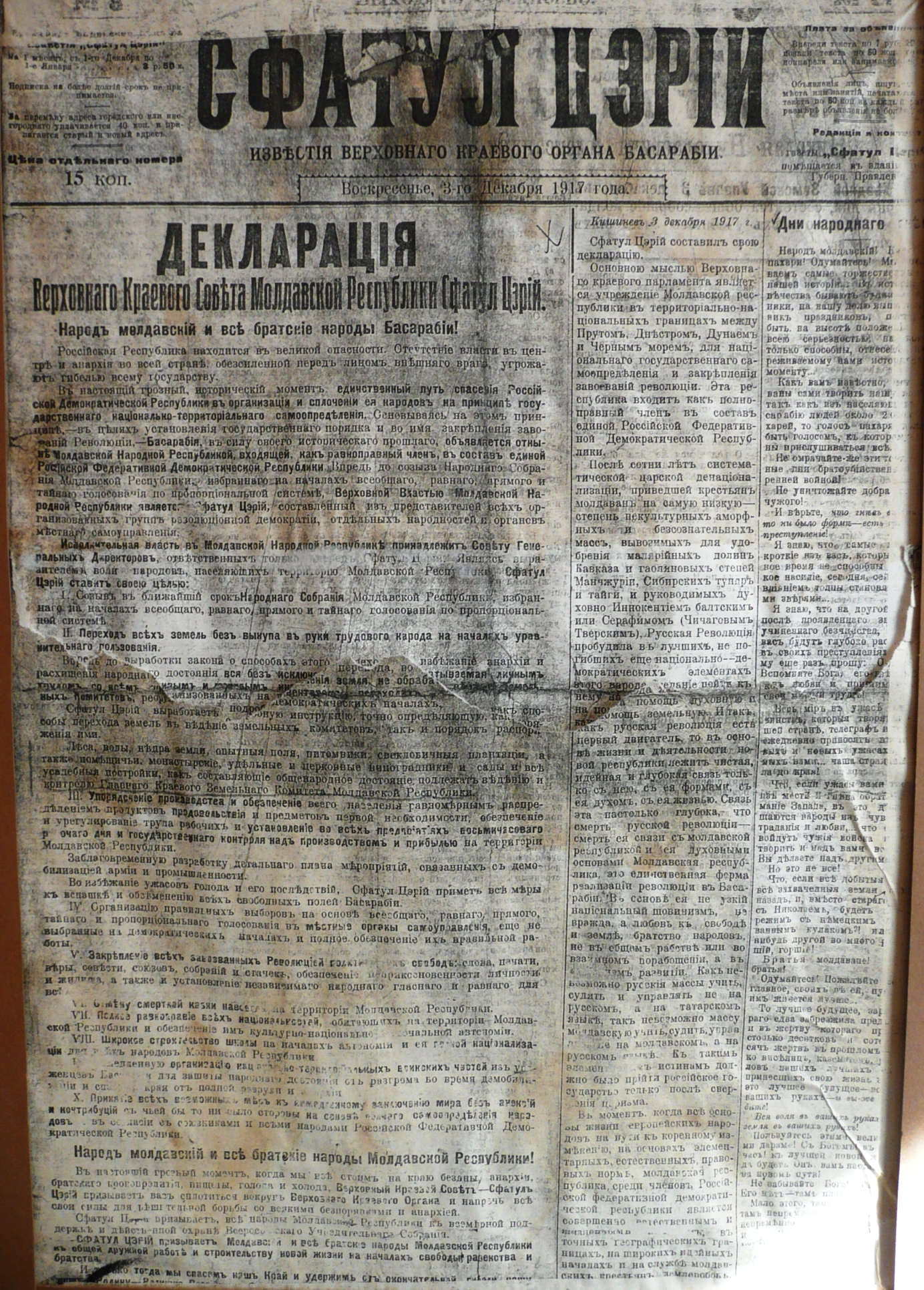
Ausrufung der Moldauischen Demokratischen Republik vom 15. Dezember 1917 im Amtsblatt des Sfatul Țării

Die Moldauische Demokratische Republik (rumänisch: Republica Democratică Moldovenească), auch bekannt als Moldauische Republik oder selten als Moldawische Demokratische Republik, wurde am 15. Dezember 1917 vom bessarabischen Landesrat Sfatul Țării ausgerufen und bestand bis zum Anschluss an Rumänien am 27. November 1918. Das Staatsgebiet der Republik war das frühere Gouvernement Bessarabien als Teil des Russischen Kaiserreichs. Die Hauptstadt war Kischinew. Während ihres knapp einjährigen Bestehens hatte die Moldauische Demokratische Republik unter ihrem  Präsidenten Ion Inculeț mit Pantelimon Erhan, Daniel Ciugureanu und Petru Cazacu drei Premierminister. 

## Geschichte
Nach der Februarrevolution von 1917 mit dem Sturz des Zarenhauses und dem beginnenden Zerfall des russischen Reiches trat der bessarabische Gouverneur zurück. Er übergab die Macht an Constantin Mimi als Präsident des Semstwo, der zum Kommissar der provisorischen Regierung in Bessarabien ernannt wurde. Im November 1917 bildete sich in Kischinew der Sfatul Țării als nationale Vollversammlung Bessarabiens, die über das weitere Schicksal des ehemals russischen Gouvernements bestimmen sollte. Sie wählte den bessarabischstämmigen und in Sankt Petersburg als Professor tätigen Ion Inculeț zum Präsidenten des Sfatul Țării, der in dieser Eigenschaft zum Präsidenten der Moldauischen Demokratischen Republik wurde. Am 21. Dezember 1917 wählte der Sfatul Țării die Regierung der Republik, die aus einem neunköpfigen Rat von Generaldirektoren für die Fachbereiche  Landwirtschaft, innere Angelegenheiten, Bildung, Finanzen, Eisenbahnen, Streitkräfte,  Justiz, Industrie und Handel sowie auswärtige Angelegenheiten bestand. 
Nachdem Bolschewiki des Rumtscherod im Januar 1918 Kischinew als die im Entstehen begriffene Hauptstadt der Republik besetzt hatten, rief der Sfatul Țării das Nachbarland Rumänien um militärischen Beistand an. Bei der daraufhin durchgeführten Militärintervention marschierten rumänische Truppen in Bessarabien in einer Stärke von etwa 50.000 Mann ein und vertrieben die Bolschewiki.
Am 24. Januar 1918 erklärte die Moldauische Demokratische Republik ihre Unabhängigkeit. Im März 1918 bildete die Republik mit dem Königreich Rumänien eine Art Föderation, in der die Republik ihre Provinzautonomie und den Sfatul Țării als Gesetzgebungsorgan behielt. Am 27. November 1918 nach dem Ende des Ersten Weltkriegs proklamierte der Sfatul Țării die bedingungslose Vereinigung Bessarabiens mit Rumänien. Sowjetrussland beziehungsweise ab 1922 die Sowjetunion betrachtete Bessarabien weiterhin als Teil ihres Staatsgebietes und forderte von Rumänien dessen Rückgabe. 